# 坂野友香
坂野 友香（さかの ゆか、1979年10月17日 - ） は、日本の元女優、助監督。

## 人物・エピソード
芸術座で子役デビュー。TBS大岡越前蛍役、平成版ガメラシリーズ雪乃役で注目を浴びる。先天性臼蓋形成不全により症状が表立ち、座位・走行が困難となった2009年頃から主に裏方として活動した。マネージャー、AD、制作、企画など。自身が2017年より代表をつとめた株式会社相沢プロダクションは、実姉の坂野真理に座を渡し企業名も株式会社ユニケアさかのと改名している。

## 主な出演作品

### テレビドラマ
桜井友香・櫻井ゆか
- スカイハイ2第二死（2004年1月23日、テレビ朝日系列）
- ヴァンパイアホストEPISODE4 死神ホストの謎-事件篇・解決篇（2004年5月16日・5月23日、テレビ東京系列）- 亜美 役
- 相棒 Season2 第18話「ピルイーター」（2004年2月25日、テレビ朝日系列）- 会社員・中村里香 役
- 女と愛とミステリー「捜査検事・近松茂道4 偽装」（2004年、テレビ東京系列）
- 土曜ワイド劇場
  - 「家政婦は見た!（23）正義派弁護士おしどり夫婦に衝撃の秘密が」（2004年11月13日、テレビ朝日系列）- 小松崎法律事務所スタッフ・春奈 役
  - 「花嫁のさけび」（2006年）- みどり 役
- 水曜プレミア「ねじれた絆〜赤ちゃん取り違え事件の真実」（2004年、TBS系列）- 宇野里美 役
- 水戸黄門 (第33部)第16話「娘を守った幽霊騒動　-出石-」（2004年8月9日、TBS系列）- お稲 役
- 慶次郎縁側日記（NHK総合）- おちえ 役
  - 第1シリーズ（2004年）- 櫻井ゆか 名義
  - 第2シリーズ（2005年）
  - 第3シリーズ（2006年）
- 温泉へ行こう!5 第21―25話（2005年、TBS）- 岡本真知子 役
- 夢で逢いましょう第6話（2005年、TBS系列）- 看護師 役
- NTT東日本WEBドラマ「プレゼント」（2006年）- 舞子 役
- 女刑事みずき〜京都洛西署物語〜第8話（2005年、テレビ朝日系列）- 黒井ゆかり役
- ふうふうごはん（2000年、フジ系列)
- リ・フ・レ（2003年、フジテレビ）
- 夏がいっぱい!信州い〜な旅（2003年、テレビ信州）
- 女と愛とミステリー「誘拐者の声音〜その朝おまえは何をみたか」（2003年、テレビ東京系列）
- 「東京とっておきガイド」（2003〜2004年、スカイパーフェクTV）- レギュラー
- 帰ってきたロッカーのハナコさん（2003年、NHK総合）- OL 役

坂野友香
- みちのく温泉逃避行（1994年、TBS系列）- 奥寺苗 役
- 大岡越前 第14部（1996年、TBS）
- 水戸黄門 (第21-25部)第9話「瞼の父は銭の虫 -吉野-」（1996年、TBS）- おきみ 役
- 南町奉行事件帖 怒れ!求馬（TBS系列）
  - （1997年）- お静 役
  - （1999年）- お幸 役
- 水戸黄門 第24部 第15話「仇を探す飴売り娘 -熊本-」（1995年12月25日、TBS）- おてる 役
- 二千人の孤児の母〜澤田美喜物語〜（2006年8月15日、日本テレビ系）- 花子 役
- 慶次郎縁側日記3（2006年、NHK総合）- おちえ 役
- Ns'あおい スペシャル（2006年、フジテレビ系列）- 看護師 役
- 新・京都迷宮案内4 第5話（2007年、テレビ朝日系列）- 岸田久美子 役
- 華麗なる一族（2007年、TBS）- 寧子役
- 愛の迷宮（2007年、東海テレビ制作・フジテレビ系列）- 島崎千佳  役
- 金曜プレステージ 妻たちからの三行半〜夫たちの(秘)離婚回避マニュアル〜（2008年2月1日、フジテレビ）- 舘ひろしの部下 役
- 金曜プレステージ「山村美紗サスペンス　赤い霊柩車」（2012年、フジテレビ）
- 水曜ミステリー9「女三代 如月法律事務所〜完黙する女〜」（2012年、テレビ東京）
- シェアハウスの恋人（2013年、日本テレビ）
- ファイヤーレオンRound1第一話（2013年、TOKYO MX）- 襲われる女 役
- 女流ミステリー作家 薬師寺叡子 京都殺人ダイアリー（2015年2月9日、TBS）- 秀太（竹財輝之助）の部下 役

### 特撮
- ウルトラQ dark fantasy 第7話（2004年5月18日、円谷プロダクション・テレビ東京系列）- 田中正春の部下 役
- ウルトラマンマックス 第16話（2005年10月15日、円谷プロダクション制作・CBC制作・TBS系列）- ニュースキャスター 役

### ラジオ
- 青春アドベンチャー「死神の精度」（2006年、NHK-FM放送）-藤木和恵 役

### 映画
- 明子のハードル（1993年、神山征二郎監督、早乙女愛）- 明子 役
- 超能力者〜未知への旅人（1994年、東映）- 佐和子 役
- ガメラ 大怪獣空中決戦（1995年、大映）- 雪乃 役
- ひめゆりの塔（1995年、東宝）- 仲村満子 役
- ガメラ2 レギオン襲来（1996年、大映）- 雪乃役
- 正門前行（1997年、アングルピクチャーズ）- 瀬川あゆみ 役
- 草の乱（2004年、神山征二郎、神山プロ）- 井上伝蔵（緒形直人）の長女・高浜フミ 役
- ラストシーン（2002年、オズ、オムロ）- 看護師 役
- バブルへGO!!（2007年、東宝）- 80年代アイドル 役
- 隠し砦の三悪人 THE LAST PRINCESS（2008年、東宝）- おさよ 役
- 旅の贈りもの―明日へ―（2012年、東映）- 店員 役
- 闇金ウシジマくん（2012年、S・D・P)
- Kumiko,The Treasure Hunter（2014年、米、菊地凛子主演、David Zellner）

### CM
- 学研マイコーチ
- SEGAポケットトーク
- SEGAフェリエ
- グリコアーモンドチョコレート
- 中古車情報誌Goo（1998年）
- トライグループ　家庭教師のトライ
- 資生堂フェルゼア（2004年）
- AIU保険（2006年）
- docomo「ファミリー割引」（2006年）
- 富士フイルム（2007年）
- NEC Lavie（2009年）
- 全宅連 宅建協会（2007年）
- ヘルシーホーム（2012年）
- ロッテ・西武ドーム（2012年）
- KEIRIN 00（2013年）